# Mas Busquets (Perafita)
Mas Busquets és una masia de Perafita (Lluçanès) inclosa a l'Inventari del Patrimoni Arquitectònic de Catalunya.

## Descripció
Edifici oriental a migdia. A la façana principal hi ha un portal adovellat datat el 1700 i també d'aquesta mateixa data hi ha un rellotge de sol ben conservat. A la finestra hi ha una llinda amb la data 1700 i el nom de Jaume Mascarell Bosoxes. Al 1750 es va fer una ampliació d'una galeria en la que es llegeix el nom de Jacint Mascarell. A la façana dreta hi ha una petita capella datada el 1816, en la qual hi ha adossat un pou.

## Història
El 3 d'abril de 1381 Guillem de Torrents, procurador del noble Ramon de Paguera, senyor del castell de Lluçà, va fer inventari dels béns del mas Busquets de Perafita.